# Amara Traoré (député)
Pour les articles homonymes, voir Traoré.
Amara Traoré est un député et homme politique guinéen.
Député uninominale de la circonscription de Mandiana de mars 2020 au 5 septembre 2021.

## Parcours Politique
Député uninominale de la commune de Mandiana de 2020 en 2021 de la dernier législation de mars 2020. Il est membre de la commission défense et sécurité de la 9eme législative de la république de Guinée sous la présidence Alpha Condé.